# US Indoor Open 1975
Lo US Indoor Open 1975 è stato un torneo giocato sul sintetico indoor del Mid-South Coliseum a Memphis nel Tennessee. È stata la 1ª edizione del Torneo di Memphis, facente parte del World Championship Tennis 1975.

## Campioni

### Singolare maschile
Harold Solomon ha battuto in finale  Jiří Hřebec con il punteggio di 2–6, 6–1, 6–4

### Doppio maschile
Dick Stockton /  Erik Van Dillen hanno battuto in finale  Mark Cox /  Cliff Drysdale con il punteggio di 1–6, 7–5, 6–4